# George Read
George Read (Contea di Cecil, 18 settembre 1733 – New Castle, 21 settembre 1789) è stato un politico e avvocato statunitense. Fu firmatario della Dichiarazione di indipendenza degli Stati Uniti d'America, delegato alla Convenzione costituzionale USA del 1787, Presidente del Delaware, senatore degli USA con il partito federalista e presidente della Corte del Delaware.

## Biografia

### Primi anni
Read nacque nella contea di Cecil, in Maryland, nel 1733. Figlio di John e Mary (Howell) Read, quando George era ancora bambino, la famiglia si spostò nella contea di New Castle, in Delaware, nei pressi del villaggio di Christiana. Crescendo, Read si unì a Thomas McKean alla Rev. Francis Allison's Academy in New London Township, nella Pennsylvania e poi studiò legge a Filadelfia. Fu ammesso al Bar della Pennsylvania nel 1753 e l'anno successivo stabilì la pratica da avocato a New Castle, in Delaware. Nel 1763, Read sposò Gertrude Ross vedova Till, figlia del Rev. George Ross, rettore anglicano della Immanuel Church di New Castle, e sorella di George Ross, altro firmatario della Dichiarazione di Indipendenza. La coppia ebbe cinque figli: John, George Jr., William, John e Mary la quale sposò Matthew Pearce (Mary è spesso confusa con la zia paterna, Mary Read, che sposò Gunning Bedford, Sr., futuro governatore del Delaware). La famiglia di George Read visse nel "The Strand" a New Castle e la loro casa era ubicata dove oggi sorge la Read House and Gardens, di proprietà della Delaware Historical Society. Essi erano membri della Immanuel Episcopal Church.
Nel 1763, John Penn, governatore della Pennsylvania nominò Read ministro della Giustizia in tre contee del Delaware fino al suo ingresso nel Congresso continentale nel 1774.

### Rivoluzione americana

La presentazione della Dichiarazione di Indipendenza degli Stati Uniti.

Nel diciottesimo secolo il Delaware era diviso in fazioni chiamate "Court Party" e "Country Party". La "Court Party" era tipicamente anglicana, le contee di questa fazione erano la contea di Kent e la contea di Sussex, ed aveva un buon rapporto con i governi coloniali ed era sostanzialmente lealista. La "Country Party", di cui la contea di New Castle rappresentava la parte più importante, era formata da gente proveniente soprattutto dall'Ulster e dalla Scozia e chiedeva l'indipendenza dai britannici. Read era considerato il leader della "Court Party" in opposizione a Caesar Rodney e all'amico Thomas McKean che parteggiavano con la "Country Party".
Read, dunque, come la maggior parte della gente del Delaware cercava una riconciliazione con la Gran Bretagna. Pur essendo contrario a molti atti del Parlamento britannico, Read ripudiava l'ipotesi di un'indipendenza fuori-legge. Tuttavia, fu eletto sia al primo che al secondo congresso continentale con i radicali Rodney e McKean dal 1774 al 1777. Durante la sua permanenza al Congresso continentale si assentò spesso e, il 2 luglio 1776, stupì tutti dando voto contrario all'Indipendenza americana. Nonostante ciò, Read firmò la Dichiarazione d'Indipendenza.

### Governo del Delaware
Prima della firma della Dichiarazione di Indipendenza, l'Assemblea generale delle Basse Contee decretò la propria separazione dal governo britannico il 15 giugno 1776. Dopo la firma della Dichiarazione, l'Assemblea generale indisse delle elezioni per eleggere una convenzione costituzionale del Delaware col compito di scrivere la Carta costituzionale del nuovo stato. Read fu eletto in tale convenzione, diventandone il presidente e guidando il gruppo verso la Costituzione del Delaware del 1776.
Read fu poi eletto al primo consiglio legislativo dell'Assemblea generale del Delaware e fu scelto come speaker sia nella stagione 1776/77 che in quella del 1777/78. Nel periodo della cattura del Presidente del Delaware John McKinly, Read era a Philadelphia per il congresso e, per poco, non rischiò egli stesso di essere catturato dai britannici. In seguito, diventò presidente del Delaware dal 20 ottobre 1777 al 31 marzo 1778. Durante questi mesi, le forze britanniche occuparono Philadelphia e presero il controllo del fiume Delaware. Read cercò di reclutare soldati per difendere il suo stato dagli attacchi ma ciò fu vano. L'assemblea generale del Delaware si spostò a Dover per motivi di sicurezza e i delegati provenienti dalla contea di Sussex non poterono più votare a causa di problemi di erogazioni di voti.
Dopo la fine del suo mandato come Presidente, Read continuò a sedere all'interno del consiglio del Delaware fino al 1779. Dopo un anno di malattia, Read fu eletto alla Camera dell'Assemblea dal 1780 al 1782. Dopo tornò al consiglio legislativo per altri due mandati, fino al 1788. Nel 1782 fu nominato giudice della Corte d'appello del Delaware.

### Congresso USA
Nel 1786, Read partecipò, in rappresentanza del Delaware, alla convenzione di Annapolis, la quale però produsse per poco a causa della scarna presenza degli stati. L'anno seguente, partecipò alla Convenzione di Filadelfia. In questa convenzione, egli fu tra i firmatari della Costituzione federale del 1787.
Dopo l'adozione della Carta costituzionale, l'Assemblea generale del Delaware elesse Read e Richard Bassett senatori nel primo Congresso degli Stati Uniti. Read entrò in Senato il 4 marzo 1789, fu rieletto nel 1791 e diede le dimissioni il 18 settembre 1793. Durante il periodo alla Camera alta statunitense dimostrò di appoggiare l'amministrazione del Presidente USA George Washington. Da senatore approvò l'assunzione di debiti da parte dello stato, l'istituzione di una banca nazionale e l'imposizione di accise. Nel 1793 rassegnò le dimissioni da senatore per diventare Giudice capo della Corte Suprema del Delaware, ruolo che ricoprirà fino alla morte.
Il suo seggio rimase vacante dal 18 settembre 1793 al 7 febbraio 1795, giorno in cui fu occupato dal neoeletto Henry Latimer.

### Morte
Read morì a New Castle, nel Delaware nel 1798 e fu sepolto nel Immanuel Episcopal Church Cemetery.
La sua vecchia casa, chiamata Stonum, è oggi un museo. Esso è di proprietà della Delaware Historical Society ed è aperto al pubblico. Esistono una scuola di New Castle che porta il suo nome e un dormitorio dell'Università del Delaware.